# Copa Libertadores 2004
Die Copa Libertadores 2004, aufgrund des Sponsorings des Autoherstellers Toyota auch Copa Toyota Libertadores, war die 45. Auflage des wichtigsten südamerikanischen Fußballwettbewerbs für Vereinsmannschaften. Es nahmen 36 Mannschaften teil, wobei die Anzahl der Teilnehmer je nach Rang des Landes in der CONMEBOL-Rangliste ermittelt wurde. Das Teilnehmerfeld komplettierte Titelverteidiger Boca Juniors. Das Turnier begann am 3. Februar und endete am 1. Juli 2004 mit dem Final-Rückspiel. Der kolumbianische Vertreter Once Caldas gewann das Finale gegen die Boca Juniors und damit zum ersten Mal die Copa Libertadores.

## Gruppenphase

### Gruppe 1
| Pl. | Verein                | Sp. | S | U | N | Tore    | Diff. | Punkte |
| --- | --------------------- | --- | - | - | - | ------- | ----- | ------ |
| 1.  | Club América          | 6   | 4 | 1 | 1 | 011:500 | +6    | 13     |
| 2.  | AD São Caetano        | 6   | 2 | 2 | 2 | 010:800 | +2    | 08     |
| 3.  | Club Atlético Peñarol | 6   | 2 | 2 | 2 | 009:700 | +2    | 08     |
| 4.  | Club The Strongest    | 6   | 1 | 1 | 4 | 004:140 | −10   | 04     |

|                       |   |                       | Hinspiel | Rückspiel |
| --------------------- | - | --------------------- | -------- | --------- |
| AD São Caetano        | - | The Strongest         | 4:2      | 2:0       |
| Club América          | - | Club Atlético Peñarol | 3:1      | 0:2       |
| The Strongest         | - | Club América          | 0:0      | 0:4       |
| Club Atlético Peñarol | - | AD São Caetano        | 1:1      | 1:1       |
| AD São Caetano        | - | Club América          | 1:2      | 1:2       |
| Club Atlético Peñarol | - | The Strongest         | 4:0      | 0:2       |

### Gruppe 2
| Pl. | Verein                | Sp. | S | U | N | Tore    | Diff. | Punkte |
| --- | --------------------- | --- | - | - | - | ------- | ----- | ------ |
| 1.  | Once Caldas           | 6   | 4 | 1 | 1 | 011:600 | +5    | 13     |
| 2.  | UA Maracaibo          | 6   | 2 | 2 | 2 | 010:900 | +1    | 08     |
| 3.  | CA Vélez Sársfield    | 6   | 2 | 1 | 3 | 007:900 | −2    | 07     |
| 4.  | Centro Atlético Fénix | 6   | 1 | 2 | 3 | 006:100 | −4    | 05     |

|                       |   |                       | Hinspiel | Rückspiel |
| --------------------- | - | --------------------- | -------- | --------- |
| CA Vélez Sársfield    | - | UA Maracaibo          | 1:1      | 2:4       |
| Once Caldas           | - | Centro Atlético Fénix | 3:0      | 2:2       |
| UA Maracaibo          | - | Once Caldas           | 1:2      | 1:2       |
| Centro Atlético Fénix | - | CA Vélez Sársfield    | 2:1      | 0:1       |
| Centro Atlético Fénix | - | UA Maracaibo          | 1:2      | 1:1       |
| CA Vélez Sársfield    | - | Once Caldas           | 2:0      | 0:2       |

### Gruppe 3
| Pl. | Verein                    | Sp. | S | U | N | Tore    | Diff. | Punkte |
| --- | ------------------------- | --- | - | - | - | ------- | ----- | ------ |
| 1.  | Cruzeiro Belo Horizonte   | 6   | 4 | 1 | 1 | 015:600 | +9    | 13     |
| 2.  | Santos Laguna             | 6   | 3 | 3 | 0 | 010:600 | +4    | 12     |
| 3.  | FC Caracas                | 6   | 2 | 0 | 4 | 008:120 | −4    | 06     |
| 4.  | Universidad de Concepción | 6   | 0 | 2 | 4 | 007:160 | −9    | 02     |

|                           |   |                           | Hinspiel | Rückspiel |
| ------------------------- | - | ------------------------- | -------- | --------- |
| Santos Laguna             | - | Universidad de Concepción | 2:2      | 2:2       |
| Cruzeiro Belo Horizonte   | - | FC Caracas                | 3:1      | 3:2       |
| Universidad de Concepción | - | Cruzeiro Belo Horizonte   | 1:3      | 0:5       |
| FC Caracas                | - | Santos Laguna             | 0:1      | 1:3       |
| Cruzeiro Belo Horizonte   | - | Santos Laguna             | 1:1      | 0:1       |
| Universidad de Concepción | - | FC Caracas                | 2:3      | 0:1       |

### Gruppe 4
| Pl. | Verein       | Sp. | S | U | N | Tore    | Diff. | Punkte |
| --- | ------------ | --- | - | - | - | ------- | ----- | ------ |
| 1.  | FC São Paulo | 6   | 5 | 0 | 1 | 011:700 | +4    | 15     |
| 2.  | LDU Quito    | 6   | 4 | 0 | 2 | 013:300 | +10   | 12     |
| 3.  | Alianza Lima | 6   | 3 | 0 | 3 | 006:800 | −2    | 09     |
| 4.  | CD Cobreloa  | 6   | 0 | 0 | 6 | 003:150 | −12   | 0      |

|               |   |               | Hinspiel | Rückspiel |
| ------------- | - | ------------- | -------- | --------- |
| CD Cobreloa   | - | Liga de Quito | 0:2      | 1:5       |
| Alianza Lima  | - | FC São Paulo  | 1:2      | 1:3       |
| Liga de Quito | - | Alianza Lima  | 3:0      | 0:1       |
| FC São Paulo  | - | CD Cobreloa   | 3:1      | 2:1       |
| Liga de Quito | - | FC São Paulo  | 3:0      | 0:1       |
| Alianza Lima  | - | CD Cobreloa   | 2:0      | 1:0       |

### Gruppe 5
| Pl. | Verein              | Sp. | S | U | N | Tore    | Diff. | Punkte |
| --- | ------------------- | --- | - | - | - | ------- | ----- | ------ |
| 1.  | Nacional Montevideo | 6   | 3 | 3 | 0 | 007:400 | +3    | 12     |
| 2.  | CA Independiente    | 6   | 2 | 2 | 2 | 009:700 | +2    | 08     |
| 3.  | Cienciano del Cuzco | 6   | 2 | 1 | 3 | 010:120 | −2    | 07     |
| 4.  | El Nacional         | 6   | 1 | 2 | 3 | 006:900 | −3    | 05     |

|                     |   |                     | Hinspiel | Rückspiel |
| ------------------- | - | ------------------- | -------- | --------- |
| El Nacional         | - | Nacional Montevideo | 0:0      | 2:3       |
| CA Independiente    | - | Cienciano del Cuzco | 4:2      | 2:3       |
| Nacional Montevideo | - | CA Independiente    | 0:0      | 1:1       |
| Cienciano del Cuzco | - | El Nacional         | 1:0      | 3:3       |
| CA Independiente    | - | El Nacional         | 2:0      | 0:1       |
| Nacional Montevideo | - | Cienciano del Cuzco | 1:0      | 2:1       |

### Gruppe 6
| Pl. | Verein               | Sp. | S | U | N | Tore    | Diff. | Punkte |
| --- | -------------------- | --- | - | - | - | ------- | ----- | ------ |
| 1.  | River Plate          | 6   | 3 | 2 | 1 | 010:600 | +4    | 11     |
| 2.  | Deportivo Táchira FC | 6   | 2 | 4 | 0 | 008:400 | +4    | 10     |
| 3.  | Deportes Tolima      | 6   | 1 | 2 | 3 | 006:900 | −3    | 05     |
| 4.  | Club Libertad        | 6   | 1 | 2 | 3 | 005:100 | −5    | 05     |

|                      |   |                      | Hinspiel | Rückspiel |
| -------------------- | - | -------------------- | -------- | --------- |
| Club Libertad        | - | Deportes Tolima      | 0:0      | 2:3       |
| Deportivo Táchira FC | - | River Plate          | 0:0      | 2:2       |
| Deportes Tolima      | - | Deportivo Táchira FC | 1:1      | 0:2       |
| River Plate          | - | Club Libertad        | 4:1      | 0:1       |
| Deportivo Táchira FC | - | Club Libertad        | 2:0      | 1:1       |
| Deportes Tolima      | - | River Plate          | 2:3      | 0:1       |

### Gruppe 7
| Pl. | Verein                  | Sp. | S | U | N | Tore    | Diff. | Punkte |
| --- | ----------------------- | --- | - | - | - | ------- | ----- | ------ |
| 1.  | FC Santos               | 6   | 5 | 1 | 0 | 016:600 | +10   | 16     |
| 2.  | Barcelona Sporting Club | 6   | 2 | 2 | 2 | 009:600 | +3    | 08     |
| 3.  | Club Guaraní            | 6   | 1 | 3 | 2 | 006:700 | −1    | 06     |
| 4.  | Club Jorge Wilstermann  | 6   | 0 | 2 | 4 | 005:170 | −12   | 02     |

|                         |   |                         | Hinspiel | Rückspiel |
| ----------------------- | - | ----------------------- | -------- | --------- |
| Club Guaraní            | - | Barcelona Sporting Club | 0:0      | 0:2       |
| Club Jorge Wilstermann  | - | FC Santos               | 2:3      | 0:5       |
| Barcelona Sporting Club | - | Club Jorge Wilstermann  | 4:0      | 2:2       |
| FC Santos               | - | Club Guaraní            | 2:2      | 2:1       |
| Club Jorge Wilstermann  | - | Club Guaraní            | 0:0      | 1:3       |
| Barcelona Sporting Club | - | FC Santos               | 1:3      | 0:1       |

### Gruppe 8
| Pl. | Verein         | Sp. | S | U | N | Tore    | Diff. | Punkte |
| --- | -------------- | --- | - | - | - | ------- | ----- | ------ |
| 1.  | Boca Juniors   | 6   | 4 | 0 | 2 | 010:400 | +6    | 12     |
| 2.  | Deportivo Cali | 6   | 3 | 0 | 3 | 009:900 | ±0    | 09     |
| 3.  | Club Bolívar   | 6   | 3 | 0 | 3 | 007:900 | −2    | 09     |
| 4.  | Colo-Colo      | 6   | 2 | 0 | 4 | 006:100 | −4    | 06     |

|                |   |                | Hinspiel | Rückspiel |
| -------------- | - | -------------- | -------- | --------- |
| Colo-Colo      | - | Deportivo Cali | 2:3      | 1:3       |
| Club Bolívar   | - | Boca Juniors   | 3:1      | 0:3       |
| Deportivo Cali | - | Club Bolívar   | 3:1      | 0:1       |
| Boca Juniors   | - | Colo-Colo      | 2:0      | 0:1       |
| Deportivo Cali | - | Boca Juniors   | 0:1      | 0:1       |
| Club Bolívar   | - | Colo-Colo      | 2:0      | 0:2       |

### Gruppe 9
| Pl. | Verein           | Sp. | S | U | N | Tore    | Diff. | Punkte |
| --- | ---------------- | --- | - | - | - | ------- | ----- | ------ |
| 1.  | Sporting Cristal | 6   | 3 | 1 | 2 | 013:900 | +4    | 10     |
| 2.  | Rosario Central  | 6   | 3 | 1 | 2 | 008:800 | ±0    | 10     |
| 3.  | Coritiba FC      | 6   | 2 | 2 | 2 | 007:800 | −1    | 08     |
| 4.  | Club Olimpia     | 6   | 1 | 2 | 3 | 007:100 | −3    | 05     |

|                  |   |                  | Hinspiel | Rückspiel |
| ---------------- | - | ---------------- | -------- | --------- |
| Club Olimpia     | - | Rosario Central  | 0:2      | 1:2       |
| Sporting Cristal | - | Coritiba FC      | 4:1      | 0:2       |
| Coritiba FC      | - | Club Olimpia     | 1:1      | 1:1       |
| Rosario Central  | - | Sporting Cristal | 1:1      | 1:4       |
| Rosario Central  | - | Coritiba FC      | 2:0      | 0:2       |
| Sporting Cristal | - | Club Olimpia     | 3:2      | 1:2       |

## Ausscheidung Gruppenzweite
Die vier schlechtesten Gruppenzweiten spielten zwei weitere Teilnehmer am Achtelfinale aus.
|                         | Ergebnis        |                  |
| ----------------------- | --------------- | ---------------- |
| AD São Caetano          | 2:2 (4:2 i. E.) | CA Independiente |
| Barcelona Sporting Club | 6:1             | UA Maracaibo     |

## Achtelfinale
|                         | Gesamt          |                         | Hinspiel | Rückspiel |
| ----------------------- | --------------- | ----------------------- | -------- | --------- |
| Santos Laguna           | 2:2 (2:4 i. E.) | River Plate             | 0:1      | 2:1       |
| Sporting Cristal        | 3:5             | Boca Juniors            | 2:3      | 1:2       |
| Deportivo Táchira FC    | 5:2             | Nacional Montevideo     | 3:0      | 2:2       |
| AD São Caetano          | 3:2             | Club América            | 2:1      | 1:1       |
| LDU Quito               | 4:4 (3:5 i. E.) | FC Santos               | 4:2      | 0:2       |
| Deportivo Cali          | 2:2 (3:0 i. E.) | Cruzeiro Belo Horizonte | 1:0      | 1:2       |
| Rosario Central         | 2:2 (4:5 i. E.) | FC São Paulo            | 1:0      | 1:2       |
| Barcelona Sporting Club | 1:1 (2:4 i. E.) | Once Caldas             | 0:0      | 1:1       |

## Viertelfinale
|                | Gesamt          |                   | Hinspiel | Rückspiel |
| -------------- | --------------- | ----------------- | -------- | --------- |
| FC São Paulo   | 7:1             | Deportivo Táchira | 3:0      | 4:1       |
| FC Santos      | 1:2             | Once Caldas       | 1:1      | 0:1       |
| AD São Caetano | 1:1 (3:4 i. E.) | Boca Juniors      | 0:0      | 1:1       |
| River Plate    | 4:1             | Deportivo Cali    | 1:0      | 3:1       |

## Halbfinale
|              | Gesamt          |             | Hinspiel | Rückspiel |
| ------------ | --------------- | ----------- | -------- | --------- |
| FC São Paulo | 1:2             | Once Caldas | 0:0      | 1:2       |
| Boca Juniors | 2:2 (5:4 i. E.) | River Plate | 1:0      | 1:2       |

## Finale

### Hinspiel
| Boca Juniors                                              | Boca Juniors | Once Caldas | Once Caldas |
| --------------------------------------------------------- | --- | --- | ----------- |
| Boca Juniors                                              | \| 23. Juni 2004 in Buenos Aires, Argentinien (La Bombonera) \| \| Ergebnis: 0:0 \| \| Zuschauer: 57.000 \| \| Schiedsrichter: Gustavo Méndez ( Uruguay) \|                                                                                               | \| 23. Juni 2004 in Buenos Aires, Argentinien (La Bombonera) \| \| Ergebnis: 0:0 \| \| Zuschauer: 57.000 \| \| Schiedsrichter: Gustavo Méndez ( Uruguay) \| | Once Caldas |
| Boca Juniors                                              | Roberto Abbondanzieri – Pablo Álvarez, Rolando Schiavi, Nicolás Burdisso, Clemente Rodríguez – Pablo Ledesma, Javier Villarreal, Diego Cagna (76. Franco Cángele), Pedro Iarley – Guillermo Barros Schelotto, Antonio Barijho Cheftrainer: Carlos Bianchi | Juan Henao – Miguel Rojas, Samuel Vanegas, Édgar Cataño, John Edwin García – Jhon Viáfara, Rubén Velásquez, Diego Arango, Elkin Soto, Arnulfo Valentierra (37. Javier Araujo, 74. Wilmer Ortegón) – Jorge Agudelo (64. Herly Alcázar) Cheftrainer: Luis Montoya | Once Caldas |
| 23. Juni 2004 in Buenos Aires, Argentinien (La Bombonera) | | |             |
| Ergebnis: 0:0                                             | | |             |
| Zuschauer: 57.000                                         | | |             |
| Schiedsrichter: Gustavo Méndez ( Uruguay)                 | | |             |

### Rückspiel
| Once Caldas                                               | Once Caldas | Boca Juniors | Boca Juniors |
| --------------------------------------------------------- | --- | --- | ------------ |
| Once Caldas                                               | \| 1. Juli 2004 in Manizales, Kolumbien (Estadio Palogrande) \| \| Ergebnis: 1:1 n. V. (1:1, 1:0), 2:0 i. E. \| \| Zuschauer: 42.000 \| \| Schiedsrichter: Carlos Chandía ( Chile) \|                                                                          | \| 1. Juli 2004 in Manizales, Kolumbien (Estadio Palogrande) \| \| Ergebnis: 1:1 n. V. (1:1, 1:0), 2:0 i. E. \| \| Zuschauer: 42.000 \| \| Schiedsrichter: Carlos Chandía ( Chile) \|                                                           | Boca Juniors |
| Once Caldas                                               | Juan Henao – Miguel Rojas, Samuel Vanegas, Édgar Cataño, John Edwin García (90. Wilmer Ortegón) – Jhon Viáfara, Rubén Velásquez, Herly Alcázar (78. Jorge Agudelo), Elkin Soto, Arnulfo Valentierra – Dayro Moreno (67. Jefrey Díaz) Cheftrainer: Luis Montoya | Roberto Abbondanzieri – Luis Perea, Rolando Schiavi, Nicolás Burdisso, Clemente Rodríguez – Fabián Andrés Vargas, Javier Villarreal, Diego Cagna (86. Miguel Caneo), Alfredo Cascini – Franco Cángele, Carlos Tévez Cheftrainer: Carlos Bianchi | Boca Juniors |
| Once Caldas                                               | 1:0 Jhon Viáfara (7.) | 1:1 Nicolás Burdisso (52.) | Boca Juniors |
| Once Caldas                                               | Elfmeterschießen | | Boca Juniors |
| Once Caldas                                               | Arnulfo Valentierra 1:0 Elkin Soto Wilmer Ortegón 2:0 Jorge Agudelo | Rolando Schiavi Alfredo Cascini Nicolás Burdisso Franco Cangele | Boca Juniors |
| 1. Juli 2004 in Manizales, Kolumbien (Estadio Palogrande) | | |              |
| Ergebnis: 1:1 n. V. (1:1, 1:0), 2:0 i. E.                 | | |              |
| Zuschauer: 42.000                                         | | |              |
| Schiedsrichter: Carlos Chandía ( Chile)                   | | |              |